# Биргитта Шведская (принцесса)
Принцесса Биргитта Ингеборга Алиса Шведская (швед. Hennes Kungliga Höghet Birgitta, Prinsessa av Sverige och Hohenzollern; 19 января 1937 — 4 декабря 2024) — шведская принцесса, в браке княгиня Гогенцоллерн, сестра короля Карла XVI Густава.

## Биография

### Семья
Принцесса — вторая дочь принца Густава Адольфа, герцога Вестерботтенского и его супруги принцессы Сибиллы Саксен-Кобург-Готской. Отец принцессы принадлежал к шведской королевской династии Бернадотов и был сыном короля Швеции Густава VI Адольфа и его супруги Маргариты Коннтаутской, внучки королевы Виктории. Мать принцессы Сибилла — дочь принца Карла Эдуарда, герцога Саксен-Кобург-Готского и принцессы Виктории Аделаиды Шлезвиг-Гольштейнской. В семье после неё родилось ещё две дочери принцессы Дезире и Кристина, а также брат будущий король Карл XVI Густав.

### Cемья
Во время визита к своим родственникам в Германию в 1959 году принцесса встретила своего будущего мужа немецкого князя Иоганна Георга Гогенцоллерна (1932—2016). 15 декабря 1960 года было объявлено о помолвке.
Свадьба состоялась 25 мая 1961 года в Королевском дворце в Стокгольме, а религиозная церемония — во дворце Зигмаринген 30 мая того же года. Подружками невесты на свадьбе были её сестра принцесса Кристина и принцесса Бенедикта Датская. После вступления в брак Биргитта стала именоваться принцессой Швеции и княгиней Гогенцоллерн.
Биргитта стала единственным ребёнком в семье, который заключил династический брак с представителем другой венценосной семьи. В 1990 году супруги стали жить раздельно, но брак официально расторгнут не был. В браке родилось трое детей:
- Карл Кристиан Гогенцоллерн (род. 1962) женат на Николь Элен Нестич (род. 1968), один сын;
- Дезире Гогенцоллерн (род. 1963), в первом браке за Генрихом Георгом Францем, графом Ортенбург (трое детей), во втором за Экбертом Боленом унд Хальбах;
- Хубертус Гогенцоллерн (род. 1966), женат на Марии Ута Кениг.
  - Принц Леннарт Карл Кристиан Гогенцоллерн (10 января 2001, Мюнхен — 14 января 2001, Мюнхен)
  - Принцесса Вивианна Гогенцоллерн (род. в мае 2009, Мюнхен)

Дети супругов носят титул Их Светлости.

### Королевские обязанности
Принцесса является почётным членом королевского общества гольфа. Эту обязанность она взяла на себя после смерти дяди принца Бертиля в 1997 году.
Биргитта каждый год принимала участие в Дне Святой Люсии и считала этот праздник национальным в Швеции.
Принцесса вместе с мужем и детьми в 2010 году была приглашена на свадьбу своей племянницы кронпринцессы Виктории и Даниэля Вестлинга.
Скончалась 4 декабря 2024 года на Мальорке, Испания, в возрасте 87 лет.

### Титулы
- 19 января 1937 — 25 мая 1961: Её Королевское Высочество принцесса Шведская
- 25 мая 1961 — 4 декабря 2024: Её Королевское Высочество принцесса Шведская, принцесса Гогенцоллерн